# Space Eivissa
Space Eivissa (oficialment, Space Ibiza) fou una de les discoteques de música electrònica més famoses del món. Situada a Platja d'en Bossa, a Eivissa, era coneguda per les seves grans festes i la quantitat de DJs de projecció internacional que van passar per les seves cabines. Aquest club és essencial per entendre el canvi en la indústria de la música clubber, així com la pròpia vida de l'illa balear. Mitjans especialitzats la van considerar en sis ocasions la millor discoteca del món en el seu gènere.

## Història
L'espai es va obrir per primera vegada a principis de l'estiu del 1986. La nit d'obertura va comptar amb l'obertura del parc aquàtic Aguamar situat darrere del club, on els festers podien aprofitar els tobogans aquàtics de nit. El 1989 Josep Rosell agafa la seva gestió.Space Ibiza va sorgir com un espai polivalent, en un primer moment s'intenta gestionar com una sala de convencions per al desenvolupament turístic de l'illa, el que no va funcionar. Aquest fet pressiona l'empresari per crear un nou lloc d'oci.
L'espai en la seva forma actual va començar el 1989 quan Josep Rosselló, propietari de la discoteca Eivissa des del 1963, va fer-se càrrec de l'establiment, que en els quatre anys des que es va construir havia allotjat una sala de conferències amb una discoteca. La política d'obertura estava d'acord amb les lleis espanyoles de llicències, que estableixen que un establiment ha de tancar almenys dues hores al dia.
Després del tancament de tres clubs d'Eivissa a principis de la temporada 2007, les autoritats locals han insinuat els plans per modificar la normativa de llicències que permetrà obrir els clubs durant 22 hores al dia. Els suggeriments actuals permetrien obrir els clubs al migdia. Els clubs no poden obrir abans de les 8 del matí
Space, DC10 i Bora-Bora a Sant Josep permeten festes fora de l'horari.
Els primers DJs que van donar forma al local en la seva forma actual van ser Alex P i Brandon Block — dos productors / productors de clubs britànics i residents a Sunday Space Terrace — la terrassa exterior de l'espai, on els avions de línia rugen a sobre. Aquesta terrassa oberta i el so rugit dels avions de línia que travessen la música de ball en auge s’ha convertit en un dels trets definitius del club. Atès que Amnesia i Privilege han hagut de tancar les seves pistes de ball a l'aire lliure a causa de les queixes dels seus veïns, l'espai continua sent un dels pocs llocs on els visitants del club poden tenir aquesta experiència i la salutació de la gent de l'avió que arriba també s'ha convertit en un ritual entre els patrons del club.
Altres DJs / productors residents responsables de la popularitat del club són Reche, Jose de Divina, Jon Ulysses i Monkey.
Carl Cox va estar més associat al club durant gairebé 15 anys, gràcies a la seva nit "Music is Revolution". Quan Josep Rosselló va abandonar el club, Cox va decidir continuar, jugant una final de nou hores al setembre del 2016. Space llançava recopilacions cada any a través de l'antiga discogràfica Azuli i ara amb CR2 Records.
El 2016 la discoteca va tancar a causa d'una disputa entre la gestió i la propietat dels terrenys, que era de Palladium Hotel Group de l'empresari mallorquí Abel Matutes. Posteriorment fou reformada i s'hi va obrir la discoteca Hï.

### After Hour
Serà a Space Eivissa on comenci a realitzar-se les primeres festes after hour, concepte desconegut fins al moment a la resta de món, amb excepció de la veïna València. La seva característica més important era les hores a les que es realitzaven aquestes festes. El club tancava durant un parell d'hores per a la seva reobertura a inicis del matí. D'aquesta forma els clubbers que volien seguir de festa podien fer-ho en la seva famosa Terrassa. Aquesta iniciativa va marcar de gran manera el concepte de festa a tot el món, propagant-se per tots els continents.

## Club
Space Ibiza constava de 5 sales que podien albergar 4000 persones. La «Main Room» posseïa la pista de ball més gran, després d'ella el seguia la Terrassa, anteriorment al descobert i lloc triat per a gaudir de la festa a l'aire lliure en els after hour. En els últims anys estava completament coberta i era la triada per a finalitzar les grans festes dels seus Openings i Closings. Tant la «Sunset Area», el Saló i la «Premier Etage» conformaven les sales que seguien estant a l'aire lliure.

## DJs

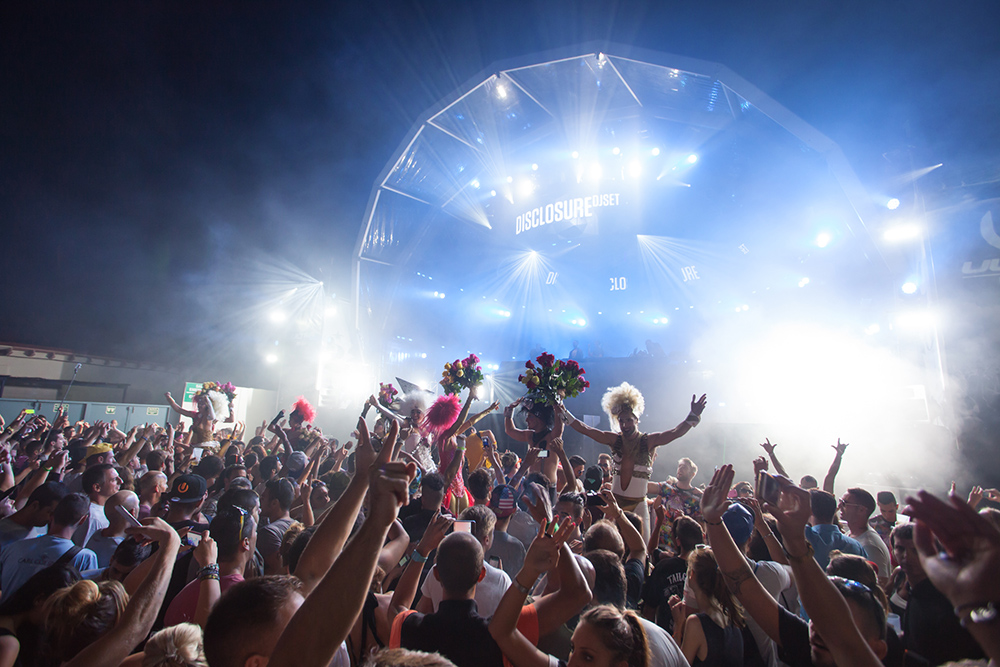
Festa a la discoteca en un dels seus aniversaris

Tal era la importància que posseïa el club, que no hi havia cap DJ de renom que no hagués passat per les seves cabines. Carl Cox, Sasha, John Digweed, Richie Hawtin, Jeff Mills, Danny Tenaglia, Erick Morillo, Steve Lawer, Sven Väth, José Padilla, Grace Jones, Roger Sanchez, Frankie Knuckles, Boig Diu, Marc Carola, Agoria, Carl Craig, Luciano o Nina Kraviz han gaudit del so de les seves sales. Grups de la talla d'Chemical Brothers, Deep Dish, 2Manydj s, Daft Punk, Disclosure o Rudimental han actuat per als visitants de club. I macro estrelles de l'EDM com Steve Aoki, Bob Sinclair, David Guetta o Fatboy Slim també han passat per la discoteca.

## Rànquing DJmag
| Club        | 2007 | 2008 | 2009 | 2010 | 2011 | 2012 | 2013 | 2014 | 2015 | 2016 | 2017 |
| ----------- | ---- | ---- | ---- | ---- | ---- | ---- | ---- | ---- | ---- | ---- | ---- |
| Space Ibiza | 1r   | 2n   | 3r   | 7è   | 1r   | 1r   | 2n   | 1r   | 2n   | 1r   | 1r   |

## Premis

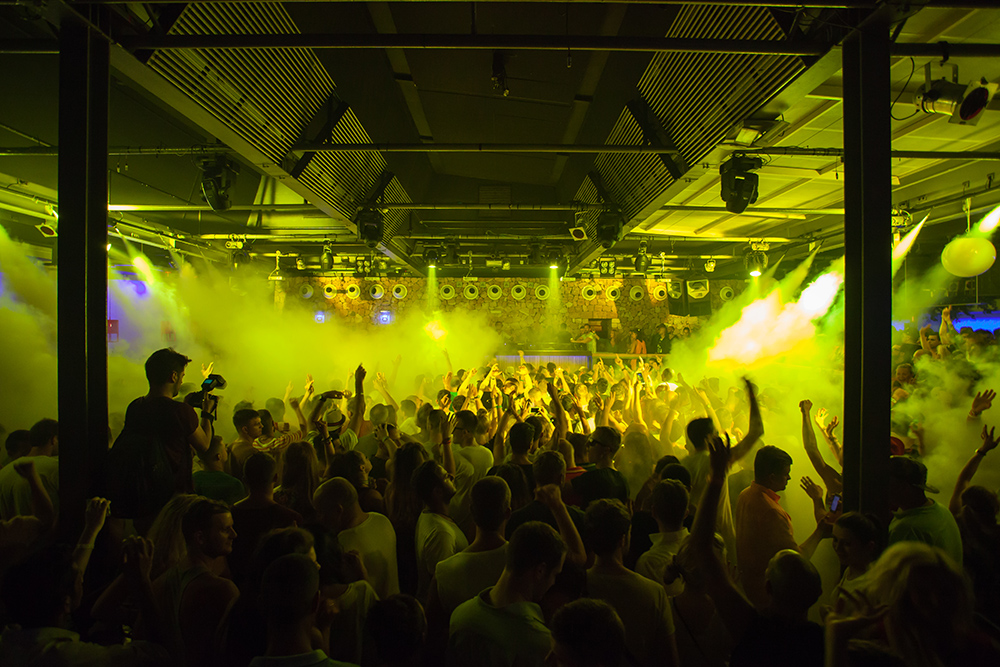
La Terrassa de Space Eivissa

En l'actualitat la marca Space Eivissa és reconeguda àmpliament. Tant és així que és conegut com el club més guardonat de tots els temps. Posseeix 22 premis, on s'observa el reconeixement internacional que posseeix, sent posseïdor del títol de millor club del món en 11 vegades. El primer d'aquests premis va ser rebut en 1999, deu anys després de la fundació del club.

## Franquícies
Space Ibiza consta de 3 franquícies pel món. Aquesta nova política d'expansió comença el 2009 i ha portat la marca a capitals mundials com Moscou o Nova York. Tot i que la primera a sorgir és Space Menorca al juny de l'any 2012. El 2013 prossegueix amb les noves obertura de Space Moscow i Space Ibiza New York el 2014.